# Tebogo Tlolane
Tebogo Tlolane (Johannesburgo, 21 de diciembre de 1994) es un futbolista sudafricano que juega en la demarcación de lateral izquierdo para el Golden Arrows de la Liga Premier de Sudáfrica

## Selección nacional
Hizo su debut con la selección de fútbol de Sudáfrica el 5 de julio de 2023 en un encuentro de la Copa COSAFA 2023 contra Namibia que finalizó con un resultado de empate a uno tras un gol de Rowan Human para Sudáfrica, y de Elmo Kambindu para Namibia.

## Clubes
| Club                          | País      | Año       | Partidos | Goles |
| ----------------------------- | --------- | --------- | -------- | ----- |
| Jomo Cosmos FC                | Sudáfrica | 2016-2018 | 42       | 7     |
| Chippa United FC              | Sudáfrica | 2018-2019 | 34       | 3     |
| Orlando Pirates FC            | Sudáfrica | 2019      | 1        | 0     |
| Maritzburg United FC (cedido) | Sudáfrica | 2020-2021 | 12       | 2     |
| Orlando Pirates FC            | Sudáfrica | 2021-2023 | 6        | 0     |
| Maritzburg United FC (cedido) | Sudáfrica | 2023      | 7        | 0     |
| Golden Arrows                 | Sudáfrica | 2023-     | 17       | 1     |